# Graham Brady
Sir Graham Stuart Brady (Salford, 1967. május 20. –) brit Konzervatív párti politikus, 1997 és 2024 között Altrincham és Sale West választókerület parlamenti képviselője. 2010 és 2024 között az 1922-es bizottság elnöke.
Brady négy konzervatív pártvezető alatt dolgozott árnyékminiszterként, egészen 2007-ig. 2010. május 26-án Sir Michael Spicert követte az 1922-es bizottság elnöki posztján. 2010. december 1-jén Bradyt a The Spectator az "Év Backbencherjének" választotta az éves parlamenti díjátadón.
2019. május 24-én lemondott az 1922-es bizottsági elnöki posztról, hogy a Konzervatív Párt vezetői székét megszerezze a Theresa May lemondását követő vezetőválasztáson, viszont ezen törekvéseit hamarosan feladta, így nem indult a megmérettetésen. 2019. szeptember 3-án ideiglenesen visszatért az 1922-es bizottsághoz, hogy annak megbízott elnökeként dolgozott egészen 2020. január 20-ig, amikor is újraválasztották állandó elnöknek.

## Fordítás
Ez a szócikk részben vagy egészben  a   Graham Brady című angol Wikipédia-szócikk ezen változatának fordításán alapul.  Az eredeti cikk szerkesztőit annak laptörténete sorolja fel. Ez a jelzés csupán a megfogalmazás eredetét és a szerzői jogokat jelzi, nem szolgál a cikkben szereplő információk forrásmegjelöléseként.